# Die Heimat Mecklenburg-Vorpommern
Die Heimat Mecklenburg-Vorpommern (bis Juni 2023 NPD Mecklenburg-Vorpommern) ist der Landesverband der rechtsextremen Kleinpartei Die Heimat in Mecklenburg-Vorpommern. Bei der Landtagswahl 2006 erhielt er 7,3 Prozent und bei der Landtagswahl 2011 6 Prozent der abgegebenen Stimmen. Bei der Landtagswahl 2016 trat er mit Spitzenkandidat Udo Pastörs an, erhielt 3,0 Prozent der abgegebenen Stimmen und blieb damit unter der Fünf-Prozent-Hürde, wodurch ein erneuter Einzug in den Landtag nicht möglich war.

## Geschichte
Der Landesverband der NPD wurde 1990 in Rostock gegründet und führte anfangs vor allem Aktionen gegen Asylbewerberheime im westmecklenburgischen Landkreis Ludwigslust durch. Bald verlagerte sich der Schwerpunkt der Aktionen jedoch nach Vorpommern.
In den ersten Jahren erreichte die NPD nur geringe Stimmanteile. Dass es jedoch einen erheblichen Nährboden für Rechtsextremismus gab, machten vor allem eine Reihe ausländerfeindlicher Aktionen klar, von denen die Ausschreitungen in Rostock-Lichtenhagen im August 1992 die massivsten der deutschen Nachkriegsgeschichte waren.

## Inhalte und Strategie

### Ideologie
Der Landesverband betont stets seinen revolutionären Anspruch und den Wunsch nach Errichtung eines nationalen Sozialismus. Er steht dem politischen System Deutschlands feindlich gegenüber, das als „volksfeindliches System“ bezeichnet wird. Politiker der demokratischen Parteien im Landesparlament wurden „etablierte Volksbetrüger“ und „Banditen im Schweriner Landtag“ genannt.

### Strategie
Die NPD nimmt vielfach verbreitete Stimmungen auf und versucht, emotionsgeladene Themen zu besetzen. Im Rahmen der Strategie des „Kampfes um die Köpfe“ werden radikale Töne meist vermieden und stattdessen häufig eine betont sachliche Sprache gewählt. Die NPD ist bemüht, sich gerade in den strukturschwachen ländlichen Gebieten als Kümmerer zu profilieren.
Im „Kampf um die Parlamente“ versucht die NPD gezielt, die parlamentarisch-demokratischen Instrumente gegen die Demokratie zu wenden, die parlamentarische Arbeitsweise zu stören, Sachauseinandersetzungen in den Ausschüssen zu vermeiden und die demokratischen Fraktionen gegeneinander auszuspielen.

### Themen
Neben den einschlägigen Themen mit ausländerfeindlicher, antisemitischer, antizionistischer oder revisionistischer Zielrichtung propagierte die Partei ab Ende der 1990er Jahre vor allem in den neuen Bundesländern zunehmend einen deutlich antikapitalistisch geprägten nationalen Sozialismus und versuchte aus einem antiamerikanischen Affekt gleichzeitig mit kommunistischen Staaten wie Nordkorea oder China in Verbindung zu treten.
Im Wahlkampf verbindet die NPD Heimatverbundenheit und ein „Kümmerer-Image“ mit offener Ausländerfeindlichkeit. Das Motto des Wahlkampfes zur Landtagswahl 2011 lautete „Unsere Heimat unser Auftrag!“. Vor allem in der Grenzregion zu Polen plakatierte die NPD Parolen wie „Kriminelle Ausländer raus!“ und „Polen offen? Arbeit futsch, Auto weg!“. Es gelang ihr damit, ihre regionale Verankerung deutlich zu machen, Ängste vor Überfremdung und Globalisierung anzusprechen und diese mit Polenfeindlichkeit und anderen fremdenfeindlichen Ressentiments zu verknüpfen.
Eine wichtige Rolle spielte im Wahlkampf zudem die Profilierung als Familienpartei. Dazu veranstaltet sie häufig Kinderfeste. Die NPD fordert eine Volksabstimmung über die „Todesstrafe für Kinderschänder“ und führte mehrfach Demonstrationen zu diesem Thema durch. Im Herbst 2001 initiierte sie landesweite Friedensdemonstrationen und Mahnwachen gegen den Krieg in Afghanistan.
Zunehmend versucht sich die NPD mit ökologischen Themen im Sinne eines Bioregionalismus zu profilieren. Eines ihrer plakatierten Wahlkampfthemen 2011 war „Der Atomtod droht aus Polen“ und wandte sich damit gegen den geplanten Bau zweier Atomkraftwerke, die auch von anderen Parteien in Mecklenburg-Vorpommern abgelehnt werden. Seit längerem kritisierte die NPD Gentechnik oder propagierte das Ziel der natürlichen Landwirtschaft im Sinne ihrer rechtsextremistischen und völkischen Ideologie.
Vor allem in Greifswald veranstaltet der dortige Kreisverband häufig unter unverfänglichen Parolen wie „Freiheit ist auch immer die Freiheit des Andersdenkenden – Argumente statt Verbote“ eine Vielzahl von Informationsständen und Demonstrationen. Dabei arbeitet er zum Teil mit nicht parteigebundenen Neonazis zusammen. Ebenfalls in Greifswald oder von dort ausgehend etablierten sich verschiedene scheinbar neutral auftretende, aber von der NPD dominierte Bürgerinitiativen wie die „Bürgerinitiative zur Wahrung der Grundrechte“ oder die „Schülerinitiative für freie Meinungsäußerung und -bildung“. Zu kontinuierlichen öffentlichkeitswirksamen Aktionen kommt es darüber hinaus vor allem in Anklam, Demmin, Waren (Müritz) und Rostock. Die Bürgerinitiative „Schöner und sicherer wohnen in Ueckermünde“ sammelte im Jahre 2004 Unterschriften gegen die Einrichtung eines Asylbewerberheimes in der Stadt.

### Verzahnung mit der neonazistischen Szene

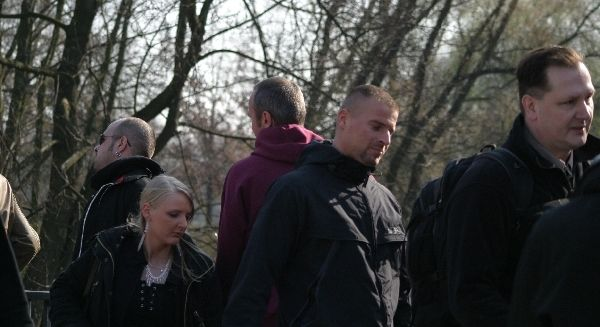
Birger Lüssow (Mitte)

Der Landesverband ist durch eine enge Verbindung zu Autonomen Nationalisten und offen neonazistischen Kameradschaften gekennzeichnet. So begann der ehemalige Landtagsabgeordnete Birger Lüssow seine Karriere in der rechtsextremen Szene Anfang der 1990er Jahre im Umfeld der neonazistischen Freien Kameradschaften in Rostock als Hooligan und rechtsradikaler Skinhead. Der stellvertretende Vorsitzende der Landtagsfraktion, Tino Müller, gilt als Chef der als neonazistisch eingestuften Ueckermünder „National-Germanischen Bruderschaft“ und ist eine der zentralen Personen im „Sozialen und Nationalen Bündnis Pommern“ (SNBP), einem Zusammenschluss freier Kameradschaften in Vorpommern. Der Landtagsabgeordnete und stellvertretende Landesvorsitzende David Petereit galt als führender Kopf der inzwischen als verfassungsfeindlich verbotenen „Kameradschaft Mecklenburgische Aktionsfront“. Etwa die Hälfte der Mitglieder des Kreisverbandes Ostvorpommern wird der neonazistischen Szene zugerechnet. Michael Andrejewski gab an, dass die Ideologie von NPD und militanten Neonazis identisch sei. Der enge Zusammenhang zwischen NPD und Neonazistrukturen ist in Mecklenburg-Vorpommern stärker und dauerhafter ausgeprägt als in anderen Landesverbänden.
Besonders das festungsartig ausgebaute sogenannte „Thing-Haus“ in Grevesmühlen, in dem das dortige Bürgerbüro der NPD untergebracht ist, wo Stefan Köster sowie Udo Pastörs ihre Büros haben und die rechtsextreme Internetplattform MUPInfo sitzt, sorgte durch die die enge Vernetzung der Partei mit Neonazis und subkultureller rechtsextremistischer Szene für Aufmerksamkeit. Im Hof des Thing-Hauses entdeckte eine Journalistin einen Grill mit der Aufschrift „Happy Holocaust“. Das nahegelegene Dorf Jamel wird regelmäßig als Beispiel für einen von gewaltbereitem Rechtsextremismus geprägten Ort genannt. Eine besondere Rolle spielt hier der NPD-Kader Sven Krüger, dem seit 2009 auch das Thing-Haus gehört.
Vielfach waren NPD-Mitglieder, unter anderem Tino Müller, in der „Heimattreuen Deutschen Jugend“ aktiv, die im März 2009 durch Bundesinnenminister Wolfgang Schäuble als offen rechtsextremistisch verboten wurde.
Udo Pastörs als Fraktionsvorsitzender der NPD im Schweriner Landtag von 2006 bis 2016 war aktives Mitglied der 1994 verbotenen neonazistischen Wiking-Jugend, die in der Nachfolge der Hitler-Jugend und des Bundes Deutscher Mädel agierte.

### Gewalt, Volksverhetzung und andere Straftaten im Umfeld der NPD
Während die NPD im Wahlkampf mit dem Werbeslogan „Kriminelle Ausländer raus!“ agiert, wird rechtsextreme Gewalt in Mecklenburg-Vorpommern häufig von NPD-Mitgliedern oder im Umfeld der Partei verübt. Auf die Frage, ob er politische Gewalt ablehne, antwortete Udo Pastörs: „Das kommt darauf an, in welchem Grad das deutsche Volk verelendet“. Sowohl Birger Lüssow als auch David Petereit boten in Internetshops neben CDs, Kleidung und Ansteckern mit eindeutig nationalsozialistischem Inhalt unter anderem Schlagstöcke, Pfefferspray, Mundschutz und Vermummungstücher an.
In den Monaten vor der Landtagswahl 2011 kam es zu einer Serie von Anschlägen auf Büros von Landespolitikern, denen nachts mit Steinwürfen die Fensterscheiben eingeschlagen wurden. Vom Jahresbeginn bis Mitte Juli 2011 wurden 18 Mal Niederlassungen von Politikern der Linken, jeweils zehn Mal Büros von SPD und CDU sowie einmal ein Büro der Grünen angegriffen. 2010 gab es 44 solcher Übergriffe. Die Polizei vermutete Täter in der rechten Szene. 2010 ermittelte die Schweriner Staatsanwaltschaft gegen den stellvertretenden NPD-Landesvorsitzenden David Petereit, der auf seiner Internetseite zu „Besuchen“ der Parteibüros aufgerufen und deren Adressen aufgelistet hatte. Ende Juli 2011 brach die Anschlagsserie plötzlich ab. Wiederholt bedrohten Neonazis, darunter NPD-Mitglieder, gewählte Politiker. So gehörte David Petereit zu einer Gruppe, die auf das Grundstück von Lalendorfs Bürgermeister Reinhard Knaack (Die Linke) eindrang und handgreiflich wurde.
Der Landesvorsitzende Stefan Köster wurde wegen gemeinschaftlicher gefährlicher Körperverletzung verurteilt, weil er zusammen mit drei anderen auf eine am Boden liegende Frau eintrat. Der Direktkandidat im Landtagswahlkreis Rügen I, Tony Lomberg, wurde wenige Tage vor der Wahl vom Amtsgericht Bergen wegen gefährlicher Körperverletzung zu 14 Monaten Haft auf Bewährung und 1000 Euro Schmerzensgeld verurteilt, weitere Verfahren – unter anderem wegen Körperverletzung und Landfriedensbruchs – laufen gegen Lomberg. Der ehemalige NPD-Kreistagsabgeordnete Sven Krüger wurde im August 2011 zu einer Haftstrafe von vier Jahren und drei Monaten wegen gewerbsmäßiger Hehlerei und unerlaubten Waffenbesitzes verurteilt. Krüger hatte bereits vorher 13 Vorstrafen, unter anderem wegen Landfriedensbruchs, Körperverletzung und Eigentumsdelikten. 1999 war er nach einem Überfall auf eine nordrhein-westfälische Jugendgruppe auf einem Campingplatz, der bundesweit für Schlagzeilen gesorgt hatte, als Haupttäter zu einer Gesamtfreiheitsstrafe von drei Jahren und neun Monaten verurteilt worden. Andreas Theißen, NPD-Kreisvorsitzender in Ludwigslust, ist wegen Sprengstoffbesitzes vorbestraft. Der Thüringer Patrick Wieschke, der 2000 an einem Sprengstoffanschlag auf einen türkischen Imbiss in Eisenach als Anstifter beteiligt war und mehrfach wegen Körperverletzung verurteilt wurde, war 2007 von der Landtagsfraktion als Praktikant beschäftigt. Das Abgeordnetengesetz in Mecklenburg-Vorpommern verlangt ein Führungszeugnis, so dass er aufgrund seiner kriminellen Vergangenheit nicht als Referent eingesetzt werden konnte. Michael Fischer, Kameradschaftsführer und 2011 Direktkandidat der NPD im Landtagswahlkreis Rostock IV, führte im Februar 2012 eine Gruppe überwiegend Vermummter an, die eine Gedenkkundgebung für Mehmet Turgut, ein Rostocker Opfer der NSU-Mordserie, angriffen. Im Sommer des gleichen Jahres geriet Fischer in die Schlagzeilen durch seine langjährige Beziehung mit der Leistungsschwimmerin und deutschen Olympiateilnehmerin Nadja Drygalla.
Viele NPD-Mitglieder, auch und gerade hochrangige, wurden wegen Volksverhetzung verurteilt, etwa Udo Pastörs, der in einer Rede beim politischen Aschermittwoch der NPD 2009 in Saarbrücken die Bundesrepublik Deutschland als „Judenrepublik“, türkische Männer als „Samenkanonen“ und den ehemaligen Vorstand der US-Notenbank Alan Greenspan als „Krummnase“ bezeichnet hatte. Hitlers Ziel der „Vernichtung des jüdischen Bolschewismus“ bezeichnete er während einer Sitzung im Landtag als „gute Idee“. Das Amtsgericht Saarbrücken verurteilte Pastörs im Mai 2010 wegen Volksverhetzung zu einer Freiheitsstrafe von zehn Monaten auf Bewährung. Im August 2012 verurteilte ihn das Amtsgericht Schwerin wegen Verunglimpfung des Andenkens Verstorbener und Verleumdung von Opfern der nationalsozialistischen Diktatur zu einer achtmonatigen Freiheitsstrafe, die zur Bewährung ausgesetzt wurde.
Im November 2001 wurde der Fraktionsgeschäftsführende Peter Marx wegen Wahlbetrugs verurteilt.

### Wahlkämpfe
Nach Aussagen des Landesvorsitzenden Stefan Köster standen der NPD im Landtagswahlkampf 2011 200.000 Euro
zur Verfügung. 2006 waren es 300.000 Euro.
Die NPD versuchte im September 2010, wie schon in früheren Wahlkämpfen, kostenlose CDs mit dem Titel „Freiheit statt BRD“ auf Schulhöfen an Kinder und Jugendliche zu verteilen. Die Bundesprüfstelle für jugendgefährdende Medien setzte die CD jedoch auf die Liste der jugendgefährdenden Medien.
Ein Erlass des Innenministeriums vom April 2011 erlaubt es den Kommunen, Stadtkernbereiche im Vorfeld der Landtagswahl von Parteienwerbung freizuhalten. Rostock, Schwerin, Greifswald und andere Gemeinden nutzten diesen Erlass und versuchten, die Plakatierung der Innenstädte wegen der vielen Touristen zu untersagen oder zu begrenzen. Der FDP-Landtagsabgeordnete Toralf Schnur kündigte bereits im Juli 2011 an, die Landtagswahl wegen der Verbote von Wahlplakatierungen durch Kommunen anfechten und für ungültig erklären lassen zu wollen, weil dadurch der politische Wettbewerb verfassungswidrig eingeschränkt und die Freiheit der Wahl gefährdet sei. Ein Plakatverbot für die Innenstadt von Schwerin wurde gerichtlich aufgehoben, für Wolgast, Eggesin und Löcknitz wies das Verwaltungsgericht Greifswald Beschwerden von FDP und NPD gegen die Beschränkung der Wahlwerbung dagegen zurück. Im nahe der polnischen Grenze gelegenen Löcknitz hatte sich die NPD nicht an die vorgesehenen Wahlwerbeflächen gehalten und den ganzen Ort plakatiert.

## Organisation

### Landesvorstand
In den ersten Jahren war Harry Piel, ab 1995 Hans-Günter Eisenecker Landesvorsitzender. Nach dessen Tod übernahm Stefan Köster Anfang 2004 die Leitung des Landesverbandes.

### Landtagsfraktion

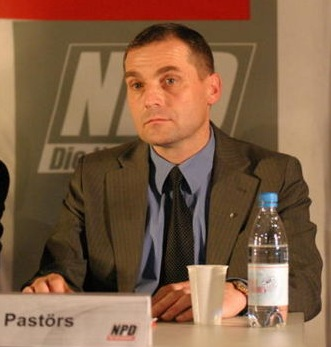
Udo Pastörs, Fraktionschef der NPD im Landtag von Mecklenburg-Vorpommern und Mitglied des Landesvorstands

Der Landtagsfraktion der NPD kommt vor allem in propagandistischer Hinsicht eine besondere Rolle zu. Beobachter konnten bisher keine qualifizierte Parlamentsarbeit erkennen, die NPD falle stattdessen regelmäßig durch provokante Auftritte im Plenum auf. In der fünften Legislaturperiode erteilte das Landtagspräsidium der NPD-Fraktion 483 Ordnungsrufe wegen ihres Verhaltens.
Fraktionsgeschäftsführer ist der aus Westdeutschland stammende Peter Marx. Zuvor war Marx bereits Landesvorsitzender im Saarland und in Rheinland-Pfalz sowie Fraktionsgeschäftsführer in Sachsen. Pressesprecher war von 2006 bis 2008 Stefan Rochow, danach Andreas Molau. In der fünften Legislaturperiode 2006 bis 2011 hatte die NPD etwa zwölf Mitarbeiterstellen, die teilweise mit Angehörigen der Kameradschaftsszene besetzt wurden.
| Name                | 2006–2011                                                                     | 2011–2016                                                                     |
| ------------------- | ----------------------------------------------------------------------------- | ----------------------------------------------------------------------------- |
| Udo Pastörs         | Fraktionsvorsitzender                                                         | Fraktionsvorsitzender                                                         |
| Stefan Köster       | stellvertretender Fraktionsvorsitzender und Parlamentarischer Geschäftsführer | stellvertretender Fraktionsvorsitzender und Parlamentarischer Geschäftsführer |
| Tino Müller         | stellvertretender Fraktionsvorsitzender                                       | stellvertretender Fraktionsvorsitzender                                       |
| Michael Andrejewski | Mitglied                                                                      | Mitglied                                                                      |
| Raimund Borrmann    | Mitglied                                                                      | 0                                                                             |
| Birger Lüssow       | Mitglied                                                                      | 0                                                                             |
| David Petereit      | 0                                                                             | Mitglied                                                                      |

### Die NPD auf kommunaler Ebene
Der Landesverband hat sechs Kreisverbände in Ostvorpommern, Uecker-Randow, Nordvorpommern, Mecklenburg-Strelitz, Mecklenburg-Mitte und Westmecklenburg. Diese weisen einen sehr unterschiedlichen Grad der Arbeitsfähigkeit auf. Die Landtagsfraktion unterhält vier Bürgerbüros in Lübtheen, Grevesmühlen, Anklam und Ueckermünde. In Rostock und Greifswald werden Büroräume gesucht. Schwerpunkte der Parteiarbeit sind in Westmecklenburg, im Landkreis Ostvorpommern und im Landkreis Uecker-Randow erkennbar.
Nach den Kommunalwahlen 2009, bei der es keine Fünf-Prozent-Hürde mehr gab, verfügte die NPD über 26 Sitze in Kreistagen und 34 Sitze in Städte- und Gemeindevertretungen. Bei den Kommunalwahlen 2011, bei der die Wahl der Kreistage der Landkreise anstanden, erhielt die NPD im Landkreis Vorpommern-Greifswald 9,0 Prozent und im Landkreis Ludwigslust-Parchim 5,5 Prozent der Stimmen. In den übrigen vier Landkreise erreichte die NPD Ergebnisse zwischen 4,0 und 4,8 Prozent. Die Partei ist somit in allen Kreistagen vertreten und verfügt über insgesamt 26 Sitze.

### Finanzen
Während die NPD das politische System der Bundesrepublik ablehnt, bezieht sie den größten Teil ihrer Einnahmen vom Staat. Im Jahr 2009 bekam der Landesverband einem Rechenschaftsbericht der NPD an den Deutschen Bundestag zufolge 29.922,50 Euro direkt vom Staat und erhielt über die Bundespartei und einen parteiinternen Finanzausgleich weitere 18.966 Euro an Staatsgeldern. Den 48.888,50 Euro aus staatlichen Mitteln stehen an eigenen Einnahmen 8661,50 Euro aus Mitgliedsbeiträgen, 26.527,55 Euro aus Spenden und 617,35 Euro aus Erlösen aus Veröffentlichungen gegenüber. Im gleichen Jahr gab der Landesverband 72.127,56 Euro aus.
Die Landtagsfraktion erhielt 2009 zudem 1.443.947 Euro. Die Abgeordneten erhielten jeweils 5197,86 Euro an Diäten, Pastörs als Fraktionschef bekam das Doppelte. Darüber hinaus zahlte das Land 436.620 Euro als Fraktionskostenzuschuss für Mitarbeiter und Sachkosten, 15.000 Euro für den Dienstwagen Pastörs’, 174.900 Euro für die NPD-Wahlkreismitarbeiter sowie 89.004 Euro als Kostenpauschale für die Wahlkreisbüros. An Sitzungsgeld erhielten die sechs Abgeordneten bis zur Sommerpause 2009 6.500 Euro.

### Medien
Die Landtagsfraktion gibt in unregelmäßigen Abständen die Publikation „Der Ordnungsruf“ heraus. Die „Ostsee-Stimme“ ist das Organ des Landesverbandes.
Eine wichtige Rolle für den Informationsaustausch spielt die Internetplattform MUPInfo. Besonders im Wahlkampf wurden dort Filme ins Netz gestellt. Diese zeigten häufig, wie Udo Pastörs im Sinne der „Strategie der Wortergreifung“ Veranstaltungen demokratischer Parteien, Vereine oder selbst eine Schulklasse besuchte, um die Diskussionen in seinem Sinne zu gestalten und die Teilnehmer dieser Veranstaltungen durch verbale Angriffe einzuschüchtern.

## Mitglieder und Wähler

### Mitglieder
Die Mitgliederstärke des NPD-Landesverbandes stagnierte in den ersten Jahren auf geringem Niveau. In den 1990er Jahren zogen NPD-Kader nach Mecklenburg-Vorpommern, die hier eine politische Karriere anstrebten und heute die Führungspositionen besetzen. Dies trifft unter anderem auf die Vorstandsmitglieder Stefan Köster, Udo Pastörs und Michael Andrejewski zu. Ende der 1990er Jahre öffnete sich die NPD für junge Rechtsextremisten, unter ihnen auch Skinheads und Angehörige freier Kameradschaften. Die Zahl der Mitglieder stieg 1998 sprunghaft von 100 auf 350 an. Die programmatische Entwicklung der NPD führte im gleichen Jahr aber auch zu einer Spaltung des Landesverbandes und 1999 zur Gründung einer neuen rechtsextremistischen Partei, der kurzlebigen Sozialen Volkspartei durch ehemalige hochrangige Rostocker NPD-Mitglieder. Bis Mitte 2000 sank die Mitgliederzahl des NPD-Landesverbandes auf etwa 200, um im Zuge der Verbotsdiskussion wieder auf etwa 250 anzuwachsen.
Alle Positionen im Landesvorstand und sämtliche Listenplätze bei der Landtagswahl 2011 wurden von Männern besetzt.
| Jahr       | 1992 | 1993 | 1994 | 1995 | 1996 | 1997 | 1998 | 1999 | 2000 | 2001 | 2002 | 2003 | 2004 | 2005 | 2006 | 2007 | 2008 | 2009 | 2010 |
| Mitglieder | 80   | 100  | 100  | 100  | 50   | 100  | 350  | 300  | 250  | 220  | 200  | 150  | 100  | 200  | 300  | 400  | 400  | 400  | 400  |

### Wähler
Die Wahlergebnisse der NPD weisen durchweg ein Ost-West- und ein Land-Stadt-Gefälle auf. So kam sie bei der Landtagswahl 2006 in Vorpommern auf 9,4 Prozent gegenüber 6,8 Prozent im Mecklenburg und erreichte in Dörfern bis 2000 Einwohner 8,9 Prozent der Wählerstimmen gegenüber 5,6 Prozent in den Städten über 25.000 Einwohner. Bei der Landtagswahl 2011 erreichte sie in Vorpommern 8,0 Prozent, in Mecklenburg 5,2 Prozent.
Entsprechend finden sich die Hochburgen der Partei in den strukturschwachen ländlichen Landkreisen im Osten des Landes. 2011 erzielte die NPD im Landtagswahlkreis Uecker-Randow I 15,4 Prozent der Zweitstimmen, in Uecker-Randow II 12,0 Prozent, in Ostvorpommern I 10,4 Prozent und in Ostvorpommern II 11,3 Prozent. 2011 kam die NPD in zwölf Gemeinden, die alle im neuen, an Polen grenzenden Landkreis Vorpommern-Greifswald liegen, auf Ergebnisse von über 22 Prozent. Dabei handelt es sich allerdings um kleine Gemeinden, in denen in absoluten Zahlen zwischen 28 und 142 Stimmen auf die NPD fielen. Doch auch in Kleinstädten an der vorpommerschen Küste wie Ueckermünde (17,2 Prozent) oder in Ferienorten wie Usedom (22,7) auf der gleichnamigen Ferieninsel war die NPD sehr stark. In den größeren Städten blieb sie dagegen durchweg unter dem Landesschnitt. In Schwerin bekam sie 3,8 Prozent der Zweitstimmen, in Greifswald 4,6 Prozent, in Wismar 4,8 Prozent und in den vier Rostocker Wahlkreisen waren es zwischen 2,8 und 5,6 Prozent.
Die Wählerschaft der NPD ist im Durchschnitt sehr jung und männlich dominiert. 14 Prozent der Wähler unter 25 Jahren und 12 Prozent derjenigen zwischen 25 und 34 Jahren gaben der NPD 2011 ihre Stimme. Acht Prozent der Männer votierten für die Rechtsextremisten gegenüber vier Prozent der Frauen. 17 Prozent der männlichen Erstwähler entschieden sich für die NPD. Überdurchschnittlich schnitt die NPD mit 18 Prozent vor allem bei den Arbeitslosen ab sowie bei den Arbeitern mit 13 Prozent.
Obwohl Mecklenburg-Vorpommern einen Ausländeranteil von nur 1,8 Prozent hat, nimmt das Thema „Integration und Ausländer“
in der Bewertung der Wähler der NPD den höchsten Stellenwert ein. Das zweitwichtigste Thema ist für die Wähler der Partei die soziale Gerechtigkeit, gefolgt von den Themen Arbeitsmarkt und innere Sicherheit.
Der Erfolg der NPD in Mecklenburg-Vorpommern beruht nicht allein auf Protestwählern, sondern auch auf einem verfestigten rechtsextremistischen Wählerpotential. In Umfragen vor der Landtagswahl 2011 gaben 20 Prozent der NPD-Wähler eine „langfristige Parteibindung“ als das entscheidende Wahlmotiv an, für 18 Prozent war der Kandidat entscheidend. Wiederum unter den NPD-Wählern stimmten jeweils 86 Prozent den Aussagen zu, die Partei kümmere sich ernsthaft um die Probleme vor Ort, und sie löse zwar keine Probleme, nenne die Dinge aber beim Namen. 57 Prozent stimmten der Aussage zu, die NPD werde gewählt, „um anderen Parteien einen Denkzettel zu verpassen.“ Jeweils 60 Prozent der NPD-Wähler sprachen der Partei die Kompetenz zu, den Niedergang auf dem Land sowie die Abwanderung stoppen zu können, 56 Prozent glaubten, sie könne Arbeitsplätze schaffen, und 54 Prozent, sie könne für angemessene Löhne sorgen. Dass 20 Prozent von allen Befragten der Aussage „Die NPD ist eine demokratische Partei wie jede andere im Bundestag vertretende Partei auch“ und sogar 48 Prozent der Aussage „Die NPD löst zwar keine Probleme, nennt aber die Dinge wenigstens beim Namen“ zustimmten, verdeutlicht, dass die Partei in Mecklenburg-Vorpommern in Teilen der Bevölkerung als etabliert angesehen wird.
Ehemalige NPD-Wähler konnten nicht von den demokratischen Parteien zurückgewonnen werden. So verlor die Partei bei der Landtagswahl 2011 zwar deutlich, doch zeigt die Analyse der Wählerwanderung, dass 18.000 Wähler, die 2006 noch die NPD gewählt hatten, in das Lager der Nichtwähler abwanderten. Keine einzige demokratische Partei konnte von den Verlusten der NPD profitieren, im Gegenteil gewann diese von fast allen Parteien Stimmen hinzu. Lediglich mit Bündnis 90/Die Grünen gibt es keinen Wähleraustausch.

### Ergebnisse bei Wahlen
Auf Landesebene erzielte die NPD folgende Ergebnisse bei Wahlen:
| Wahlergebnisse      | Wahlergebnisse | Wahlergebnisse                      |
| Wahl                | Stimmen        | Sitze                               |
| ------------------- | -------------- | ----------------------------------- |
| Landtagswahl 1990   | 0,2 %          | –                                   |
| Bundestagswahl 1990 | 0,3 %          | –                                   |
| Kommunalwahlen 1994 |                |                                     |
| Europawahl 1994     | 0,3 %          | –                                   |
| Landtagswahl 1994   | 0,1 %          | –                                   |
| Bundestagswahl 1994 | –              | –                                   |
| Landtagswahl 1998   | 1,1 %          | –                                   |
| Bundestagswahl 1998 | 0,3 %          | –                                   |
| Kommunalwahlen 1999 | 0,5 %          | –                                   |
| Europawahl 1999     | 0,6 %          | –                                   |
| Landtagswahl 2002   | 0,8 %          | –                                   |
| Bundestagswahl 2002 | 0,8 %          | –                                   |
| Kommunalwahlen 2004 | 0,8 %          | 7                                   |
| Europawahl 2004     | 1,7 %          | –                                   |
| Bundestagswahl 2005 | 3,5 %          | –                                   |
| Landtagswahl 2006   | 7,3 %          | 6                                   |
| Kommunalwahlen 2009 | 3,2 %          | 26                                  |
| Europawahl 2009     | –              | –                                   |
| Bundestagswahl 2009 | 3,3 %          | –                                   |
| Landtagswahl 2011   | 6,0 %          | 5                                   |
| Kommunalwahlen 2011 | 5,4 %          | 23 (in den zu wählenden Kreistagen) |
| Bundestagswahl 2013 | 2,7 %          | –                                   |
| Kommunalwahlen 2014 | 3,2 %          | 17                                  |
| Europawahl 2014     | 3,0 %          | –                                   |
| Landtagswahl 2016   | 3,0 %          | –                                   |
| Bundestagswahl 2017 | 1,1 %          | –                                   |
| Kommunalwahlen 2019 | 1,3 %          | 6                                   |
| Europawahl 2019     | 1,1 %          | –                                   |
| Landtagswahl 2021   | 0,8 %          | –                                   |

## Gegeninitiativen

### Umgang mit der NPD im Parlament: Der „Schweriner Weg“
Nachdem die NPD den Einzug in den Landtag geschafft hatte, stellte sich den übrigen Fraktionen die Frage, wie mit den Provokationen der rechtsextremen Partei umzugehen sei. In anderen Parlamenten, vor allem im sächsischen Landtag, in dem die NPD bereits seit 2004 vertreten war, hatten Mitglieder demokratischer Parteien öfter für Anträge der NPD gestimmt und somit signalisiert, dass man grundsätzlich mit der NPD zusammenarbeiten könne. Deshalb sei ein geschlossenes Auftreten aller Demokraten gegen die NPD gefordert, alle parlamentarischen Mittel gegen Antidemokraten müssten im Konsens ausgeschöpft werden.

Die Fraktionen der demokratischen Parteien im Landtag formulierten deshalb 2006 eine gemeinsame Linie zum Umgang mit der NPD im Parlament, die „Schweriner Erklärung“. Darin verpflichten sich die demokratischen Landtagsfraktionen, sich für den Schutz und die Weiterentwicklung der Demokratie im Sinne des Grundgesetzes und der Landesverfassung einzusetzen und sich gegen jede Form politisch motivierter Gewalt und Fremdenfeindlichkeit zu wenden. Es heißt dort: 

„Wer sich selbst und seine politischen Ziele
‚verfassungsfeindlich‘ nennt, kann nicht auf politischer Gleichbehandlung bestehen und diese einfordern.“

Konkret sollen keinerlei Initiativen der NPD im Landtag von Mecklenburg-Vorpommern unterstützt werden. Zu den parlamentarischen Initiativen der NPD spricht jeweils nur ein Redner für alle demokratischen Parteien, um populistischen Scheindebatten keinen Raum zu bieten. Anders als in Sachsen ist hier die CDU bereit, auch mit der Linken zusammenzuarbeiten, wenn es gegen Rechtsextremismus geht. Zudem gab es einen Konsens, dass Abgeordnete nicht auf Veranstaltungen sprechen, auf denen Abgeordnete der NPD als Redner geladen sind. Im Gegensatz zu Sachsen gelang es der NPD in Mecklenburg-Vorpommern nicht, die demokratischen Parteien gegeneinander auszuspielen. Kein Antrag der NPD erhielt mehr Stimmen, als die Fraktion Mitglieder hat. Allerdings erhielt Udo Pastörs als Gegenkandidat von Erwin Sellering bei der geheimen Wahl zum Ministerpräsidenten im Landtag im Oktober 2011 eine Stimme mehr, als die NPD Abgeordnete hat.

### Gegen die NPD gerichtete Gesetze, Erlasse und Satzungen
Der Landtag erweiterte im Dezember 2007 die Verfassung des Landes Mecklenburg-Vorpommern um den Artikel 18a, der Friedenspflicht und Gewaltfreiheit zu Verfassungsgrundsätzen erhob. Ausdrücklich ist es verfassungswidrig, rassistisches oder anderes extremistisches Gedankengut zu verbreiten. Die Verfassungsänderung geht auf eine Volksinitiative zurück, die 17.000 Bürger unterschrieben.
Das Innenministerium gab im Februar 2007 einen Erlass heraus, nach dem Bewerber um die Ämter als kommunale Wahlbeamte oder Ehrenbeamte nachweisen müssen, für die freiheitlich demokratische Grundordnung einzutreten. Auf der Grundlage dieses Erlasses konnten Kandidaturen aus dem rechtsextremen Spektrum für die Wahlen zu Landräten oder Bürgermeistern im Vorfeld abgelehnt werden. Das Ministerium für Soziales und Gesundheit verlangt seit Sommer 2010 von den Trägern der Kindertagesstätten bei ihrer Bewerbung den Nachweis der Verfassungstreue.
Gegen die NPD richtete sich eine Regel des Landtags, der zufolge Fraktionsmitarbeiter nicht vorbestraft sein dürfen. Dadurch sollten in erster Linie gewaltbereite Aktivisten aus der Kameradschaftsszene als Mitarbeiter verhindert werden.
Ein Erlass des Innenministeriums vom April 2011 erlaubt es den Kommunen, Stadtkernbereiche im Vorfeld der Landtagswahl von Parteienwerbung freizuhalten. Dies richtete sich nicht ausschließlich, aber doch in starkem Maße gegen die massive Plakatierung der Partei im ganzen Land. Ein Plakatverbot für die Innenstadt von Schwerin wurde gerichtlich aufgehoben, für Wolgast, Eggesin und Löcknitz wies das Verwaltungsgericht Greifswald Beschwerden von FDP und NPD gegen die Beschränkung der Wahlwerbung dagegen zurück.

### Verbotsbestrebungen
Die im Schweriner Landtag vertretenen demokratischen Parteien sind seit langem für ein NPD-Verbot. Mecklenburg-Vorpommerns Innenminister Lorenz Caffier (CDU) stand mit der Forderung nach einem neuen Verbotsverfahren in seiner Partei lange allein. Nach dem Bekanntwerden der rechtsterroristischen Morde des NSU schwenkte seine Partei aber auf seinen Kurs ein.

### Aktionen im Wahlkampf
Die demokratischen Parteien vereinbarten, die Arbeit gegen Rechtsextremismus nicht zum Streitthema des Wahlkampfes bei der Landtagswahl 2011 werden zu lassen.
Die Amadeu Antonio Stiftung organisierte unter dem Motto „Kein Ort für Neonazis“ eine Kampagne zur Verhinderung eines Wiedereinzugs der NPD in den Landtag 2011. Unterstützt wurde sie unter anderem von Innenminister Lorenz Caffier, der Landtagsfraktion der Linkspartei, den Gewerkschaften, den Kirchen, dem Landesjugendring Mecklenburg-Vorpommern, Hansa Rostock und dem NPD-Blog. Für den Landtagswahlkampf 2001 bestimmte die SPD als Leitmotiv die Satirefigur Storch Heinar, die von den Jusos in Mecklenburg-Vorpommern geschaffen wurde, um die bei Rechtsextremisten beliebte Kleidermarke Thor Steinar zu karikieren. In den Wahlkampf griffen auch der DGB sowie die Unternehmensverbände mit einer gemeinsamen Broschüre ein, in der sie die Präsenz der NPD im Landtag für einen Imageverlust des Landes Mecklenburg-Vorpommern verantwortlich machten, der einen Standortnachteil darstelle und unmittelbare negative Folgen für die Wirtschaft habe.

### Präventive Maßnahmen und ständige Initiativen
Ein umfassendes „Landesprogramm für Demokratie und Toleranz“ mit fünf Regionalzentren soll dem Rechtsextremismus präventiv entgegenwirken. Als breites außerparlamentarisches Bündnis agiert außerdem das Netzwerk „Wir. Erfolg braucht Vielfalt“.
Das Aktionsbündnis Bunt statt Braun entstand aus einer geplanten Aktion des Herbstes 1998, als sich in Rostock ein parteiübergreifendes Bündnis gegen eine von der NPD geplante Wahlkampfkundgebung vor dem ehemaligen Asylbewerberheim bildete. Statt der geplanten Kundgebung demonstrierten schließlich über 20.000 Rostocker für eine weltoffene und friedliche Gesellschaft.

### Medien
Endstation Rechts ist eine Initiative des Landesverbandes der Jusos, die mit einer Webseite über rechtsextreme und rechtskonservative Entwicklungen berichtet und Interessierten lokale Beteiligungsmöglichkeiten bietet. Gegründet wurde Endstation Rechts 2006 als eine gegen die NPD gerichtete Initiative im Landtagswahlkampf. Ab Herbst 2006 wurde die Webseite zu einem tagesaktuellen Informationsportal mit redaktionellen Texten und Videos über die Aktivitäten der NPD im Landtag und darüber hinaus weiterentwickelt. Einer der Initiatoren ist der SPD-Politiker Mathias Brodkorb, der seit 2011 Minister für Bildung, Wissenschaft und Kultur ist und mehrere Publikationen zum Rechtsextremismus veröffentlichte.

### Kritik an der Auseinandersetzung mit der NPD
Teilweise wird der Umgang der demokratischen Fraktionen mit der rechtsextremen NPD im Schweriner Landtag als Ausdruck mangelnder politischer Kultur kritisiert. So hält der Politikwissenschaftler Marcel Winter von der Universität Duisburg-Essen den Schweriner Weg für eine weitgehend erfolglose Strategie, die in erster Linie eine breite gesellschaftliche Debatte über die Rechtsextremisten und ihre Themen verhindere und Konfliktthemen zudecke, statt sie offensiv anzugehen. Über das Auftreten der NPD im Parlament habe es in der fünften Legislaturperiode keine Informationen der demokratischen Fraktionen gegeben. Auch das außerparlamentarische Engagement, vor allem die Satirefigur Storch Heinar, kritisierte Winter als zu akademisch. Eine ernsthafte Auseinandersetzung mit der NPD könne so nicht geführt, die Bürger auf diesem Wege nur begrenzt erreicht werden.
Auch Gudrun Heinrich vermutet in einer Analyse der Landtagswahl 2011, dass sich die klassische Klientel der NPD durch die eher urbanen Formen oder plakativen Parolen wenig angesprochen fühlte. Für eine erfolgversprechende Präventionsarbeit sei es daher notwendig, stärker auf die Bedürfnisse der NPD-Wähler einzugehen.